# Hilton Hall
Hilton Hall est un manoir du XVIIIe siècle actuellement utilisé comme bureau et centre d'affaires à Hilton, près de Wolverhampton, dans le Staffordshire. Il s'agit d'un bâtiment classé Grade I.

## Histoire
Le manoir d'origine est commandé par Sir Henry Swinnerton au début du XIVe siècle . En 1547 a lieu le mariage de Margaret Swynnerton avec Henry Vernon de Sudbury, Derbyshire : tous deux sont membres d'une importante famille récusante . La maison et le domaine passent à Margaret en 1562, à la mort de son père Humphrey Swynnerton, l'acte étant daté du 8 mai 1564, et incorporé dans les domaines de Vernon à sa mort en 1587 .
La maison est modifiée, dans le style géorgien précoce, au début des années 1720 par Henry Vernon, haut shérif du Staffordshire . Elle est considérablement agrandie au début des années 1830, lorsqu'un troisième étage est ajouté au bâtiment principal, reproduisant habilement la conception géorgienne et élevant le fronton des années 1720 avec ses armoiries au niveau supérieur; les douves sont en partie comblées et une extension inférieure créée à l'arrière de la maison principale pour les cuisines et les locaux de service. Le bloc principal a des pilastres d'angle géants coiffés d'urnes .
La famille Vernon érige une tour hexagonale inhabituelle dans le parc, qu'elle dédie à la mémoire de l'amiral Edward Vernon et de sa capture de Portobello, au Panama, aux Espagnols en 1739. Le monument est classé Grade II. 
La famille vend le domaine aux religieuses de l'Ordre de Saint-Joseph de Bordeaux pour l'utiliser comme couvent en 1955 . Entre 1986 et 1999, il est occupé par Tarmac plc en tant que siège social . C'est maintenant un bureau commercial et un centre d'affaires .